# Chlorops excelsoir
Chlorops excelsoir är en tvåvingeart som beskrevs av Frey 1923. Chlorops excelsoir ingår i släktet Chlorops och familjen fritflugor. Inga underarter finns listade i Catalogue of Life.